# Kanton Verdun-2
Verdun-2 is een kanton van het Franse departement Meuse en maakt deel uit van het arrondissement Verdun. Het kanton werd bij toepassing van het decreet van 17 februari 2014, op 22 maart 2015 gevormd toen het toenmalige kanton Verdun werden opgeheven. Verdun-2 werd gevormd van een deel van Verdun en de gemeenten Belleray en Dugny-sur-Meuse van het kanton Verdun-Centre en de gemeenten Belrupt-en-Verdunois en Haudainville van het kanton Verdun-Est.

## Gemeenten
Het kanton Verdun-2 omvat de volgende gemeenten:
- Belleray
- Belrupt-en-Verdunois
- Dugny-sur-Meuse
- Haudainville
- Verdun (deels)